# Шварев, Аркадий Иванович
Аркадий Иванович Шварев (28 сентября 1919 – 29 ноября 1985) — полковник медицинской службы, профессор ВМА. Занимался экспериментальными исследованиями гипоксии в диагностике поражений нервной системы, анализом клинических форм заболеваний, вызываемых вирусом лимфоцитарного хориоменингита, сосудистыми заболеваниям головного и спинного мозга, а также наследуемыми и ненаследуемыми (эндокринными) миопатиями.

## Биография
Выпускник ВММА, выжил в катастрофе баржи № 752 при эвакуации из блокадного Ленинграда, сумев выбрать удачный момент и по плавающим брёвнам добежать до подбиравшего людей с воды буксира. Командовал медсанбатом, воевал под Сталинградом, дошёл до Варшавы и Берлина. После войны преподавал на кафедре нервных болезней ВМА, получил звание профессора. В 1970 году вышел в отставку в звании полковника медицинской службы. После отставки заведовал кафедрой неврологии и нейрохирургии ПСПбГМУ до 1975 года. Умер 30 ноября 1985 года, похоронен на Большеохтинском кладбище.